# Петровский пассаж
Петро́вский пасса́ж — торговый комплекс в виде пассажа, расположенный на улице Петровке в центре Москвы, имеет сквозной проход на улицу Неглинную, является памятником архитектуры федерального значения. С 2016 года находится полностью под управлением Bosco di Ciliegi.

## История

### Строительство, дореволюционный период
Идея строительства пассажа на Петровке принадлежала Вере Ивановне Фирсановой, продолжательнице знаменитой московской купеческой династии Фирсановых, владелицы 23-х домов в Москве, усадьбы Середниково и Сандуновских бань на Неглинной улице. С 1872 года владение в квартале между Петровкой и Неглинной числилось за её отцом, Иваном Григорьевичем.
Для строительства пассажа В. И. Фирсанова продала два солидных участка земли в столице с принадлежащими ей домами и получила крупную сумму, на которую и началось строительство нового магазина-пассажа. Строительство пассажа было поручено в 1903 году архитекторам С. М. Калугину и Б. В. Фрейденбергу, которые до этого проектировали для В. И. Фирсановой комплекс Сандуновских бань. Обе линии пассажа имеют лёгкое световое перекрытие, устроенное с использованием системы скрепления металлических арок лучевыми затяжками, которая впервые была использована десятью годами ранее при сооружении Верхних торговых рядов. Система была изобретена директором Санкт-Петербургского Металлического завода Отто Крелем и была запатентована. В данном случае конструкции были рассчитаны и изготовлены компанией «Артур Коппель», очевидно, по лицензии Санкт-Петербургского Металлического завода. Мнение о причастности к строительству пассажа инженера В. Г. Шухова по версии доцента РГГУ и одновременно старшего научного сотрудник ВНИИТИАГ И. Е. Печёнкина является ошибочным и относится к разряду городских легенд. Общие затраты на строительство пассажа составили более 1,5 миллиона рублей.
Строительство пассажа длилось три года, и его открытие состоялось 20 февраля (7 февраля по ст. стилю) 1906 года. Фирсановский пассаж собрал под своими сводами более пятидесяти различных торговых павильонов, включая магазины известных торговых домов: «Маркушевич и Григорьев. Шёлковые и шерстяные ткани», «Викула Морозов, Коншин и сыновья» — поставщика Императорского двора, «Весельков и Ташин — модные материалы для дамских платьев», О. Зубберт и Ко, «Луи Крейцер — белье и галстуки», «Матильда Бариш — корсеты и зонты», товарищества кондитерских фабрик «Реномэ», «Конфеты и пастила. Абрикосов и сыновья» и многие другие.
В 1907 году в пассаже открылся первый в России магазин французской фирмы «Гомонъ», торгующий кино- и фототоварами, а в 1910 году в подвальных помещениях начал работать ресторан и кофейная «Бристоль».
В тёмное время суток комплекс сиял огнями (освещение было уже электрическим, электростанция находилась в принадлежащих В. И. Фирсановой Сандуновских банях).

### Петровский пассаж в годы советской власти

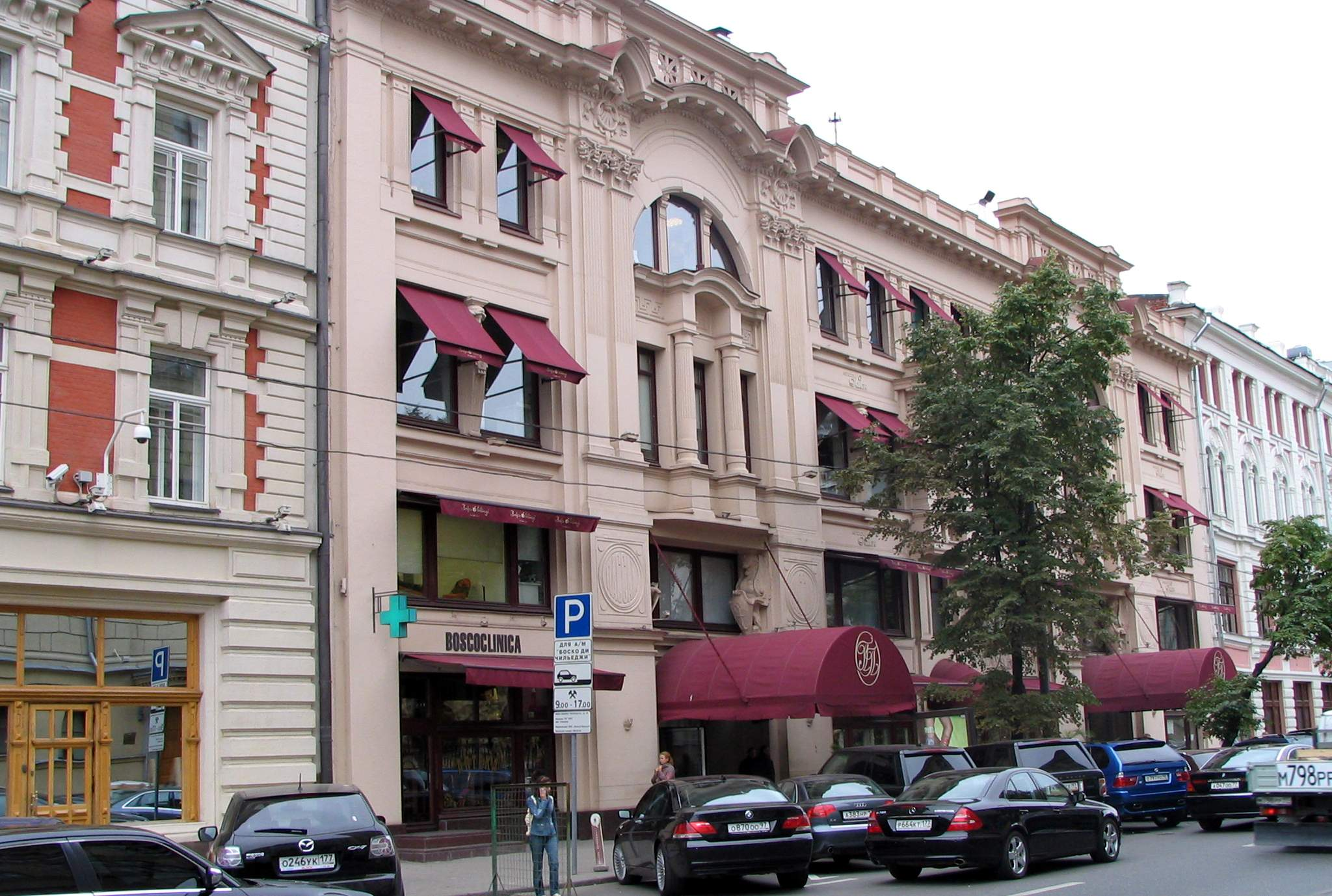
Петровский пассаж, вид с улицы Неглинная

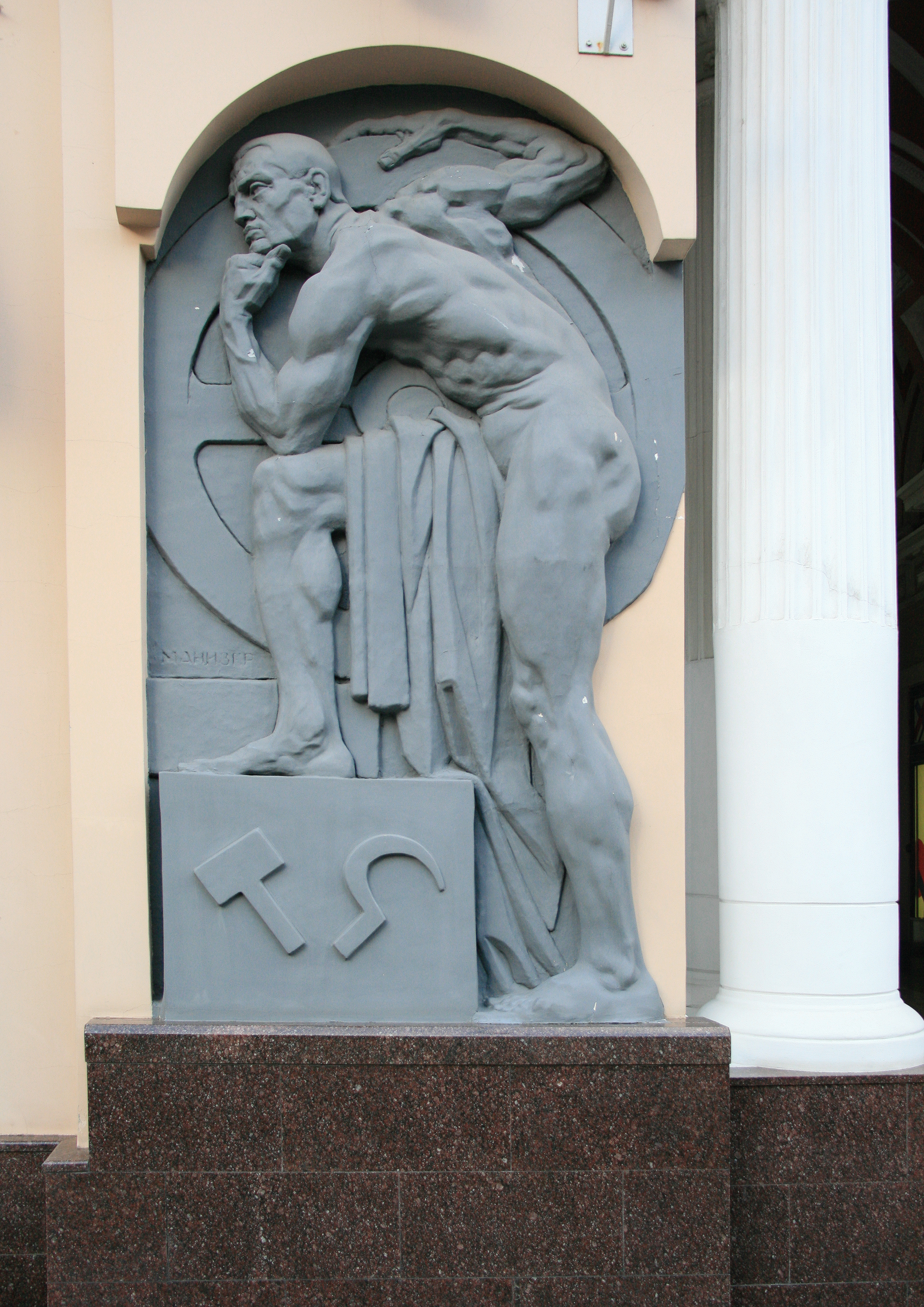
Барельеф «Рабочий» в 2016 году

В 1918 году Фирсановский пассаж был национализирован, и в скором времени из здания были выселены все магазины, многие помещения перегорожены фанерой, а на бывших торговых площадях была развёрнута постоянно действующая промышленная выставка ВСНХ, кинотеатр, а также размещена фабрика по пошиву белья для Красной армии. Пассаж из Фирсановского переименовали в Петровский (по названию улицы, на которой он расположен). В 1921 году в стену пассажа на улице Петровка был вмонтирован барельеф — фигура «Рабочий» скульптора М. Манизера. Примечательно, что барельеф в настоящее время является самостоятельным памятником культурного наследия.

Торговля вернулась в Пассаж лишь в 1928 году, но не в весь, а только в первый этаж. На второй линии пассажа расположился Научно-исследовательский комбинат по опытному строительству и эксплуатации дирижаблей — Дирижаблестрой, где проектировались первые советские дирижабли, и в котором С 1931 по 1936 годы работал по контракту знаменитый итальянский конструктор Умберто Нобиле. В Петровском пассаже размещался также аукционный зал, описанный в произведении Ильи Ильфа и Евгения Петрова «Двенадцать стульев» 
В Пассаж на Петровке, где помещался аукционный зал, концессионеры вбежали бодрые, как жеребцы.
 В те же годы в здании разместились учреждения новой пролетарской культуры — «Клуб МУНИ» с залом на 620 мест, Клуб Госбанка, Клуб милиции.
В годы Великой Отечественной войны на третий этаж Петровского пассажа поселили москвичей из разрушенных бомбёжками домов. Так в здании возникла огромная коммуналка.
В таком виде Петровский пассаж простоял вплоть до начала 1960-х годов, когда он стал филиалом Московского ЦУМа и в магазине снова закипела торговля. В 1963 году в Петровском пассаже разместилось вновь образованное торговое училище № 3, готовившее кадры для ЦУМа.

### Петровский пассаж сегодня

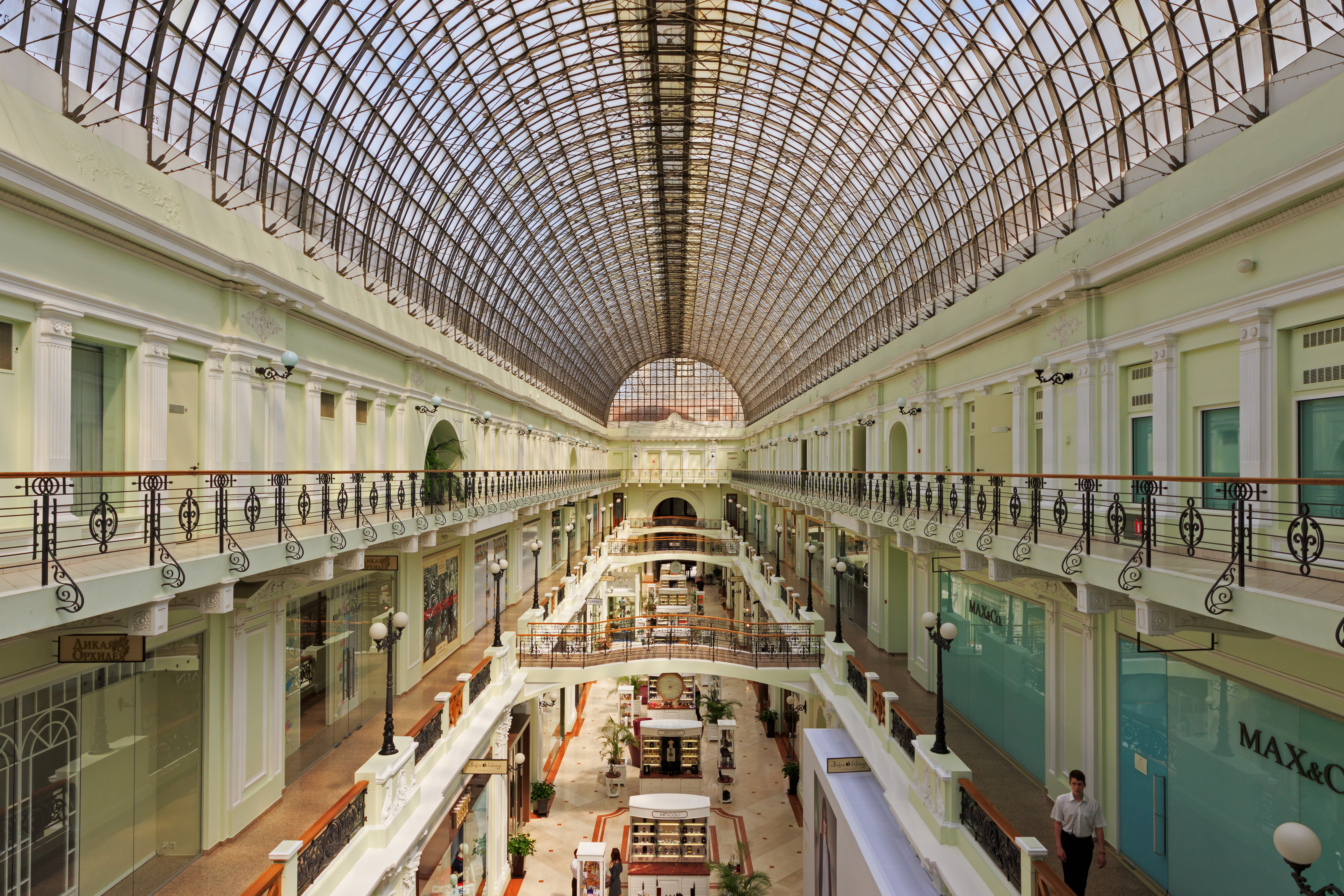
Интерьер Петровского пассажа

Петровский пассаж стал одним из первых московских универмагов, реконструированных по мировым стандартам. Реконструкцию здания в 1988—1990 годах провела известная турецкая строительная компания «Enka». Церемонию открытия реконструированного Петровского пассажа освятил Патриарх Московский и Всея Руси Алексий II. Впоследствии арендаторы во многом нарушили планировочную структуру и отделку Пассажа, в частности закрыли большинство столь важных поперечных связей между линиями.
После приватизации Пассажа, его акционерами стали несколько иностранных и российских компаний (Brunswick UBS Warburg, Reiter Investments Limited, ABN AMRO Bank, ЗАО «Трейдинвест»), а также топ-менеджеры предприятия. 100 % торговых площадей арендует компания Bosco di Ciliegi — это бутики Moschino, La Perla, Paul Smith, Jil Sander, Ermanno Scervino и многие другие. Весь фасад Петровского пассажа с улицы Неглинной занимает салон красоты Articoli Salon, аптека Bosco и стоматологическая клиника BoscoClinica. Между двумя линиями Петровского пассажа со стороны улицы Неглинной расположен ресторан L’Altro Bosco.

## Пассаж в произведениях литературы и искусства
Строки поэта Владимира Маяковского о Петровском пассаже:

С восторгом бросив подсолнухи лузгать,
восторженно подняв бровки,
читает работница:
«Готовые блузки.
Последний крик Петровки»

## Интересные факты
- Герой Советского Союза Иван Медведев был в Петровском пассаже в 1950-х годах заведующим отделом. В конце 1950-х годов он был осуждён на 10 лет за растрату, после чего лишён всех званий и наград.